# Rikbaktsa

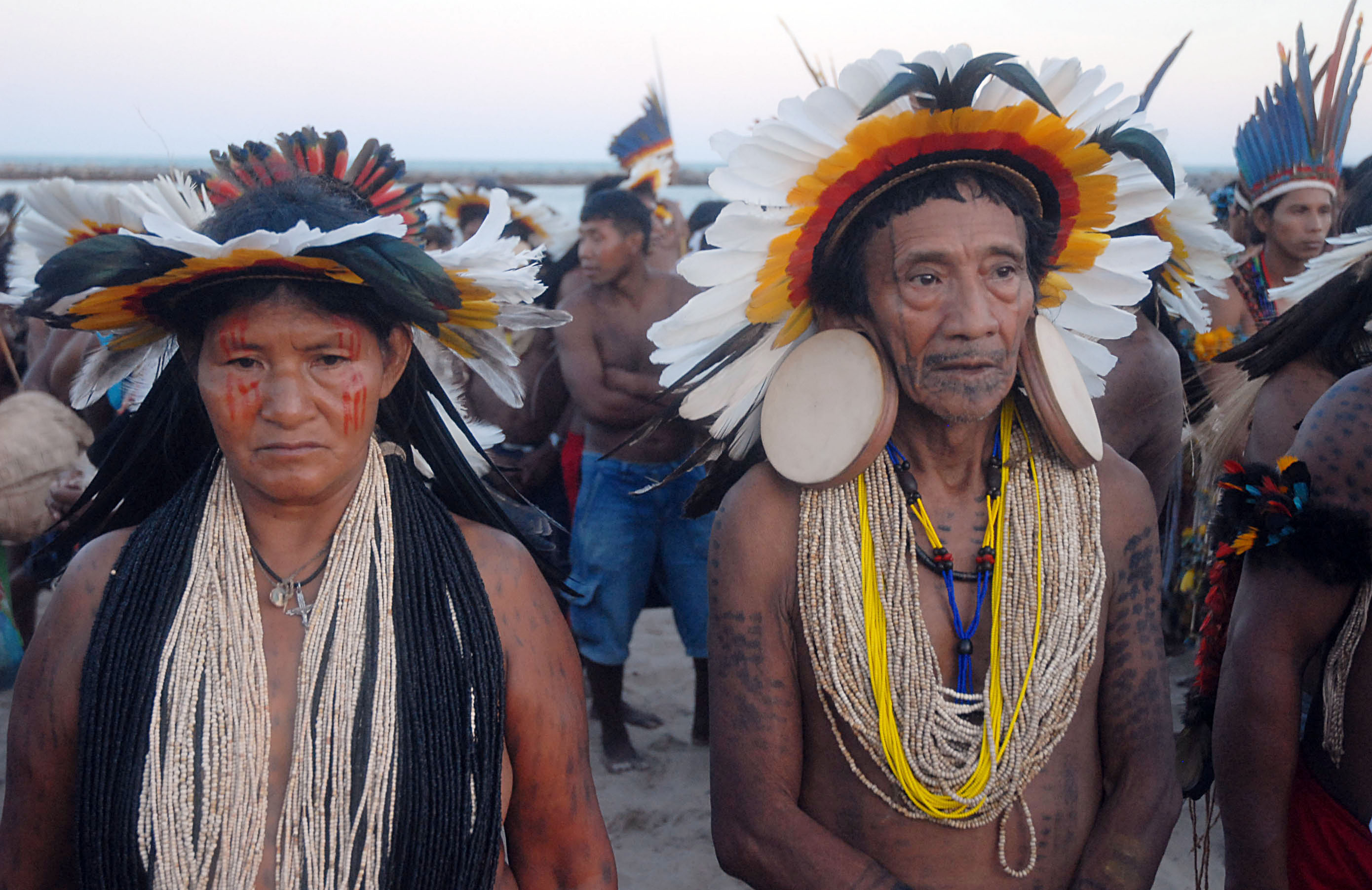
Angehörige der Ribkaktsa mit typischem Kopffederschmuck und Ohrpflöcken.

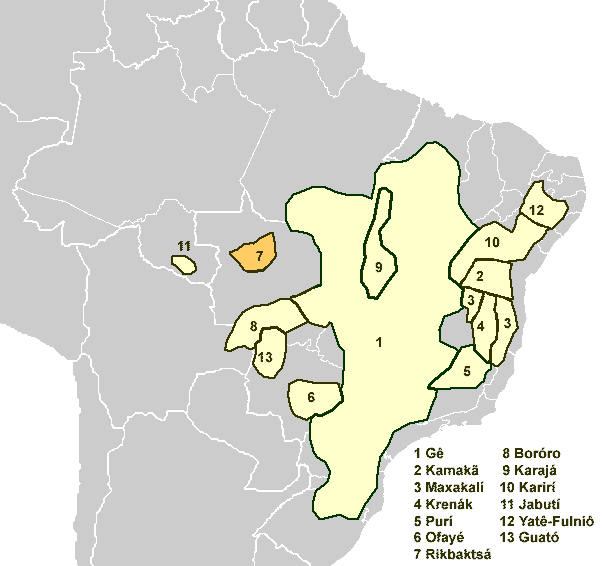
Verbreitungsgebiet der Rikbaktsá-Sprache.

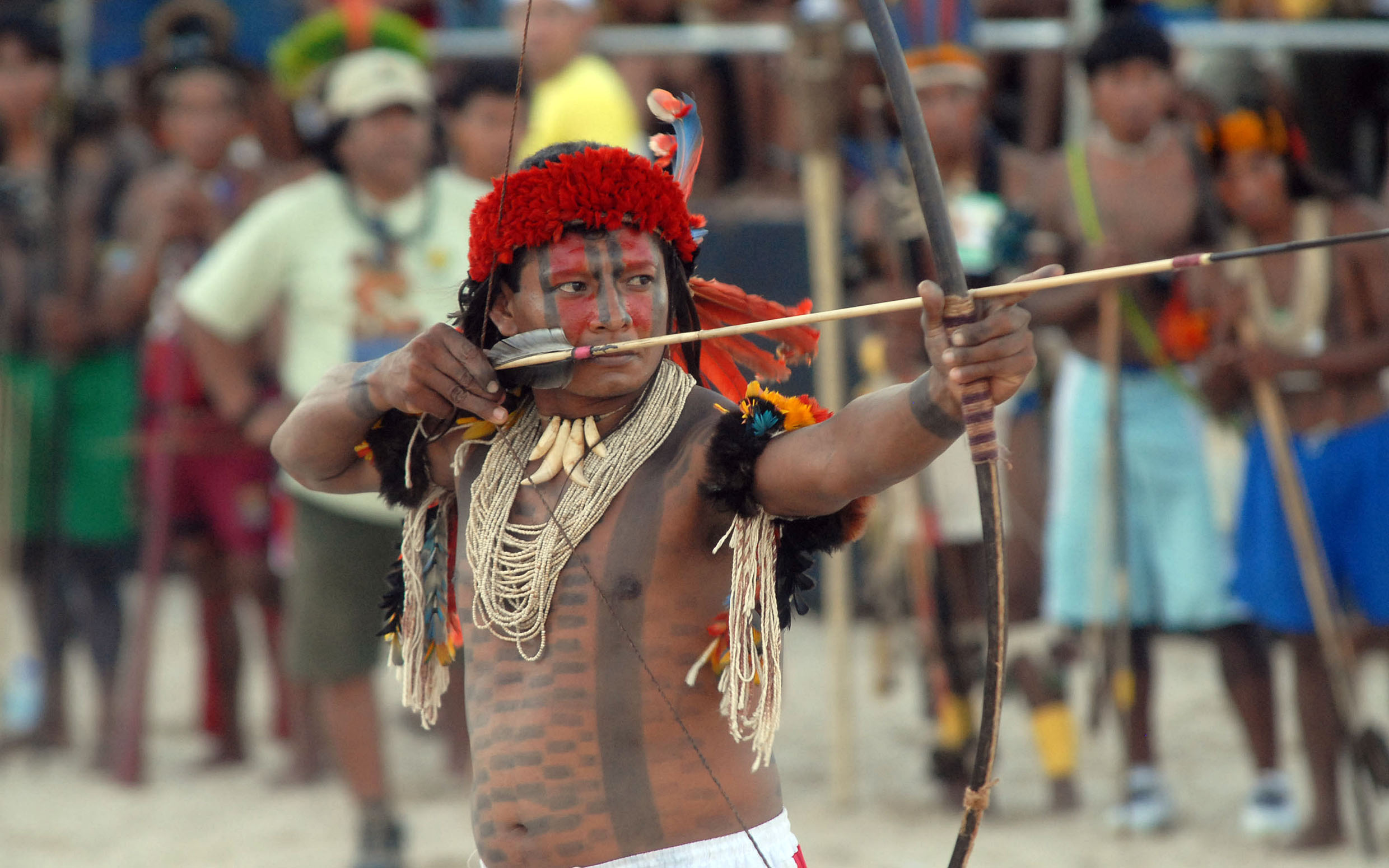
Bogenwettkämpfer bei den IX. Jogos dos Povos Indígenas in Olinda.

Die Rikbaktsa, auch canoeiros oder orelhas de pau (Holzohren) genannt, sind ein indigenes Volk, welches im brasilianischen Amazonas lebt. Sie wurden ab 1955/60 von verschiedenen Erschließungstrupps und Missionaren kontaktiert. Die Rikbaktsa leben im Nordosten des Bundesstaates Mato Grosso. Das traditionelle Gebiet befindet sich zwischen den Flüssen Rio Juruena und Rio do Sangue, welches im Norden durch die Grenzen der Bundesstaaten Amazonas und Mato Grosso, im Süden durch den Zusammenfluss der Flüsse Rio Juruena und Rio Papagaio, im Osten durch den Fluss Rio Arinos und im Westen durch den Rio Aripuanã begrenzt wird.
Die Bevölkerung betrug zur Zeit des Erstkontaktes etwa 1000 Personen, sank zwischenzeitlich bis auf 550 ab und betrug 1995 wieder über 900 Menschen, die heute in ca. 30 Dörfern leben. Die Sprache Rikbaktsa gehört zur Sprachfamilie Macro-Ge. Die portugiesische Sprache ist heute die Umgangssprache. Da nicht alle Kinder Rikbaktsa beherrschen, werden an den von den Rikbaktsa selbst geführten Schulen Portugiesisch sowie Rikbaktsa unterrichtet.
Die Wirtschaftsweisen haben sich durch das Vordringen der brasilianischen Bevölkerung stark verändert. Zeitweise wurde die Extraktion von Kautschuk eine der wichtigsten Einnahmequellen. Traditionelle Subsistenzformen sind Jagen, Sammeln und Fischen sowie Wanderfeldbau. Durch die Dezimierung der traditionellen Gebiete durch Fazendas und durch das Vordringen von Hobby-Anglern ist der Fisch- und Wildreichtum stark abgesunken. Deshalb sind die Rikbaktsa immer mehr auf Geld zum Erwerb von Grundnahrungsmitteln und Medikamenten abhängig.
Aufgrund ihrer Kunstfertigkeit erreichte der Federschmuck der Rikbaktsa unter Sammlern große Popularität. Die Federn werden hauptsächlich von Papageien genommen, die wie Haustiere in den Dörfern leben und denen bei Bedarf die Federn herausgerissen werden.

## Materielle Kultur

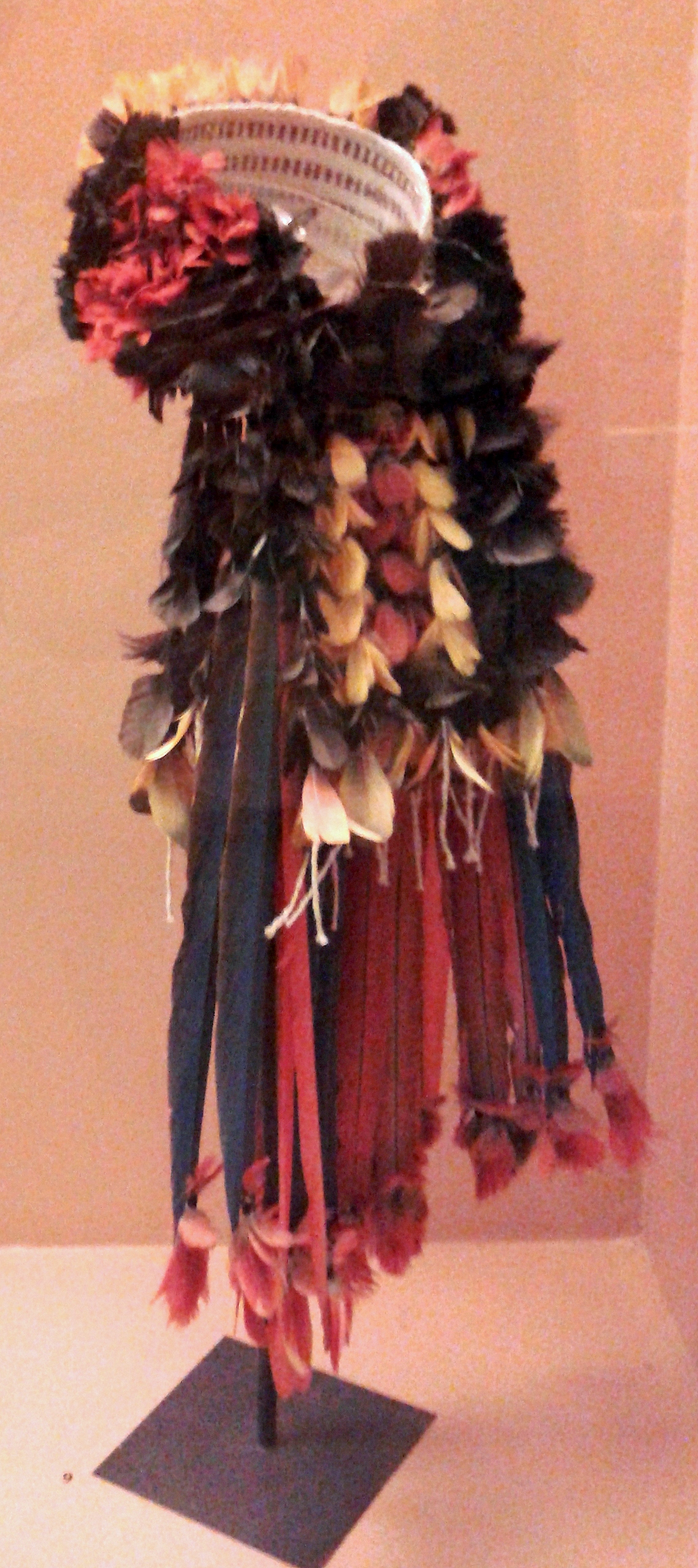
Kopfschmuck aus Federn
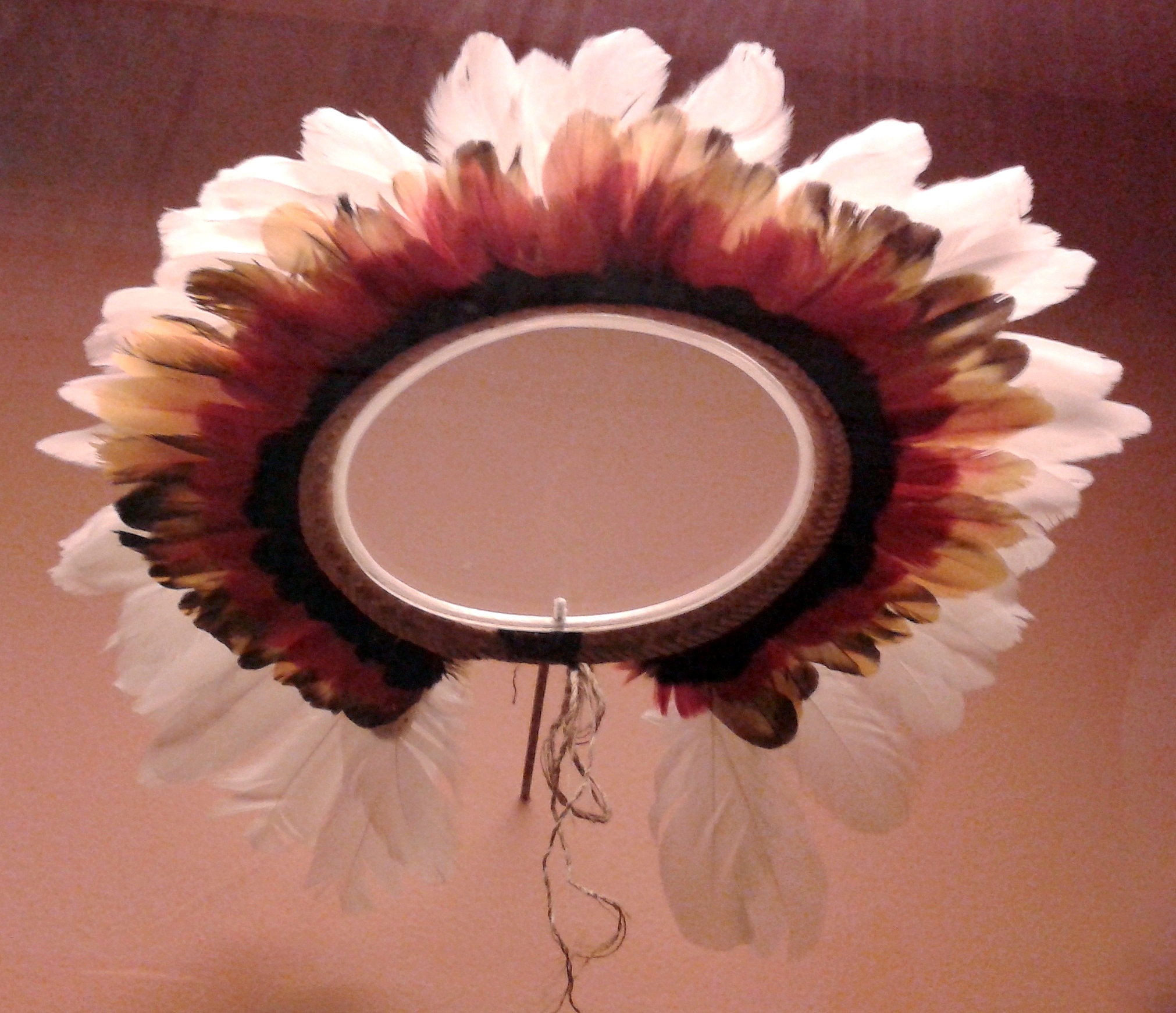
Federdiadem (Museu Nacional)
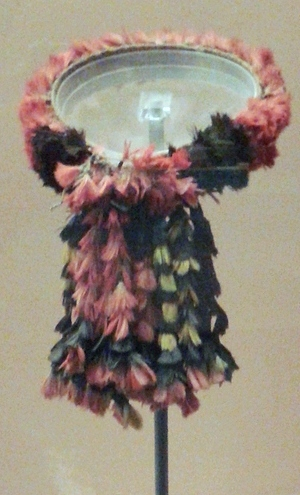
Federdiadem (Museu Nacional)